# Zdomîșel, Ratne
Zdomîșel (în ucraineană Здомишель) este localitatea de reședință a comunei Zdomîșel din raionul Ratne, regiunea Volînia, Ucraina.

## Demografie
Componența lingvistică a localității Zdomîșel
     Ucraineană (99,78%)
     Alte limbi (0,22%)
Conform recensământului din 2001, majoritatea populației localității Zdomîșel era vorbitoare de ucraineană (99,78%), existând în minoritate și vorbitori de alte limbi.